# Euréka
Pour les articles homonymes, voir Eurêka (homonymie).
Euréka est une sculpture réalisée par Jean Tinguely. Elle a été achevée en 1964 pour l'Exposition nationale suisse de 1964 de Lausanne. C'est une sculpture-machine de 8 mètres de hauteur  construites à partir de matériaux de récupération, principalement des métaux. Elle se trouve en 2016 dans le parc Zürichhorn  à Zurich où elle a été placée après l'exposition.
Le Centre national d'art et de culture Georges-Pompidou possède un croquis préparatoire de cette machine dont les  zurichois écrivent le nom  ainsi: Heureka 

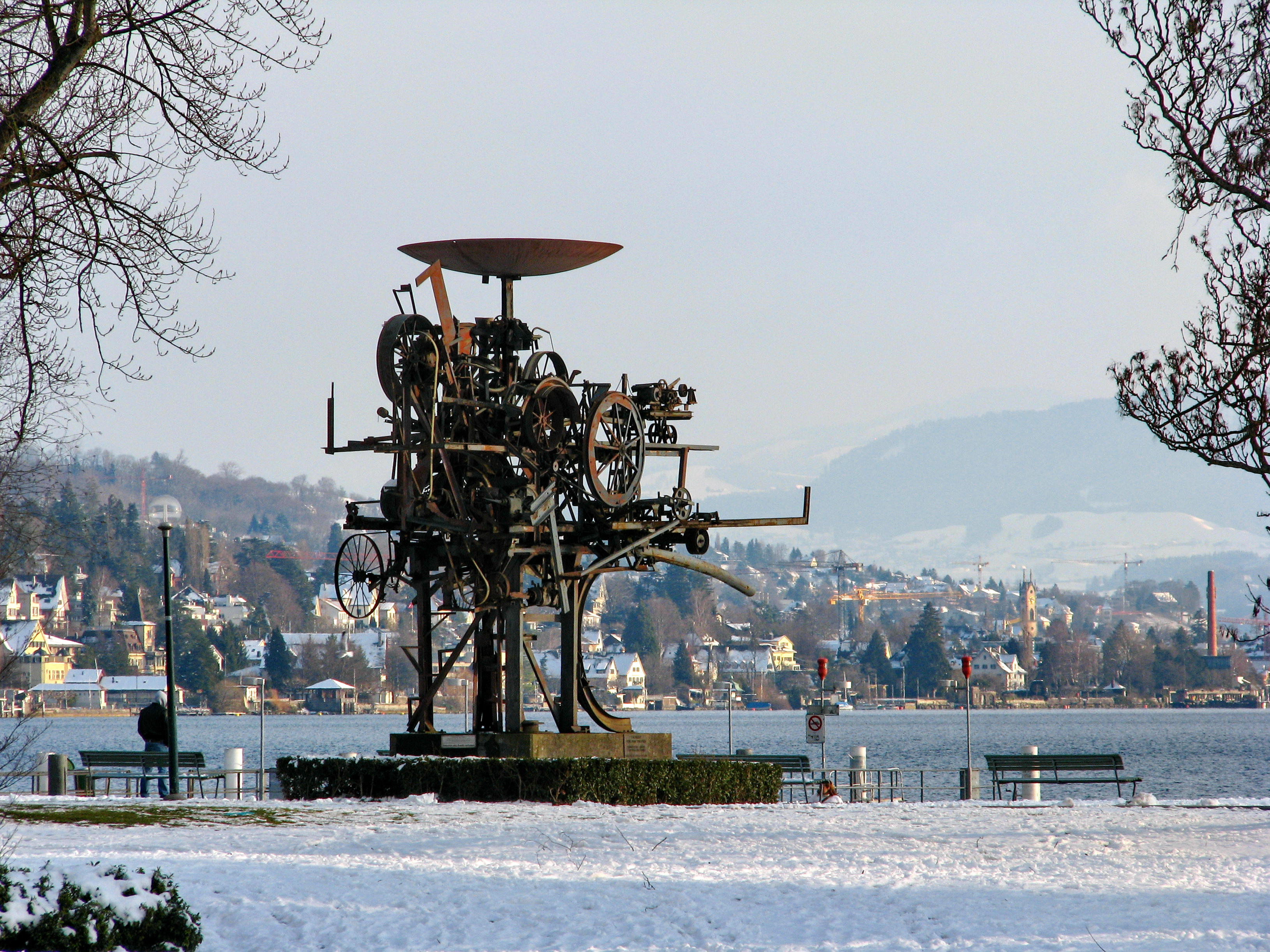
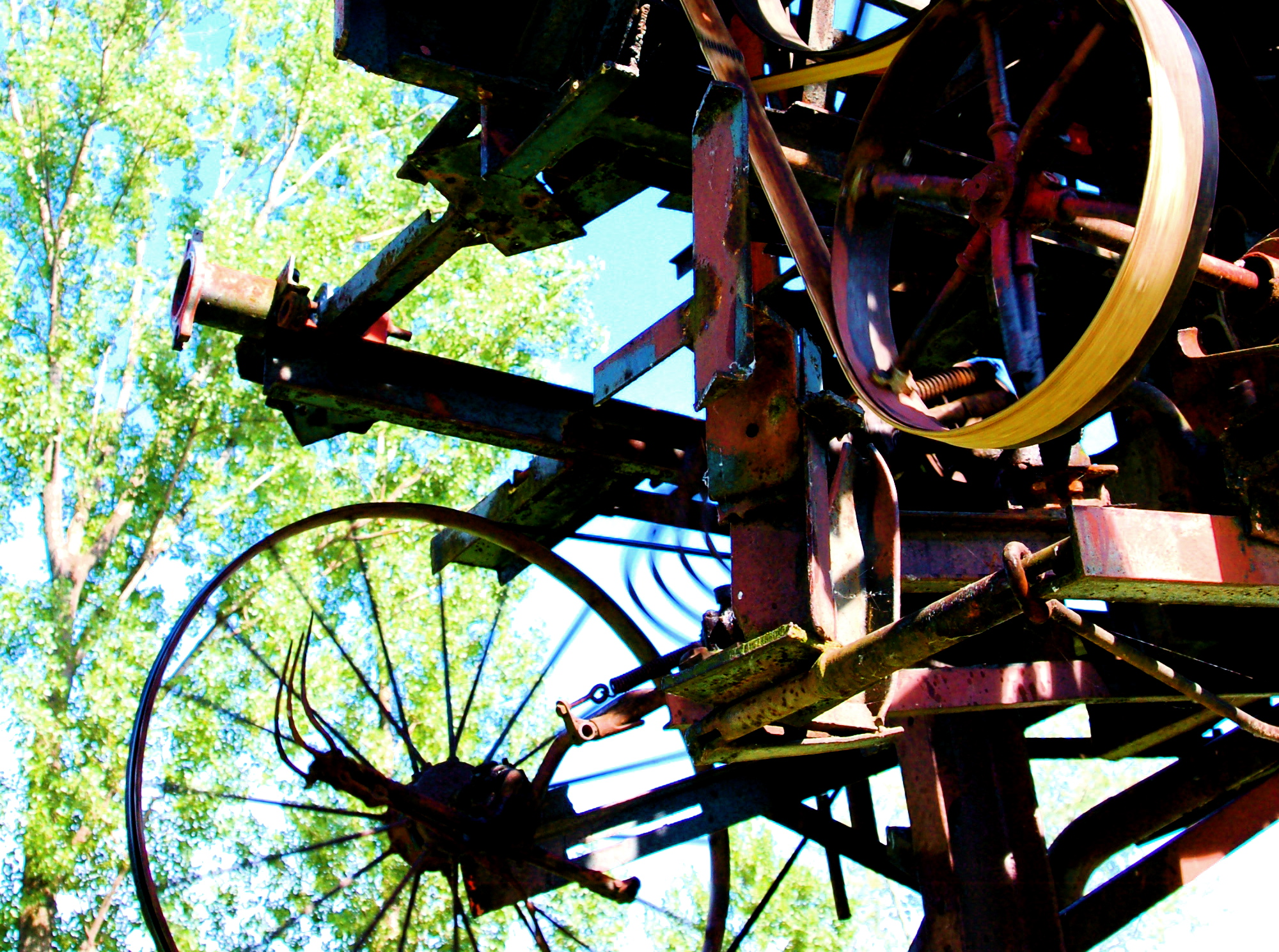
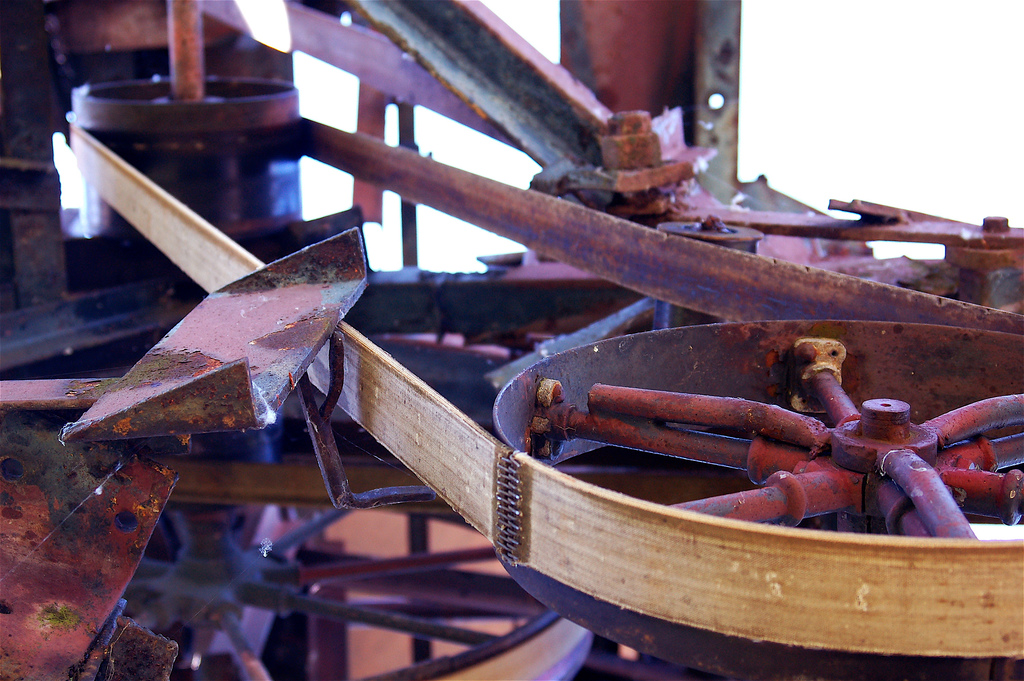
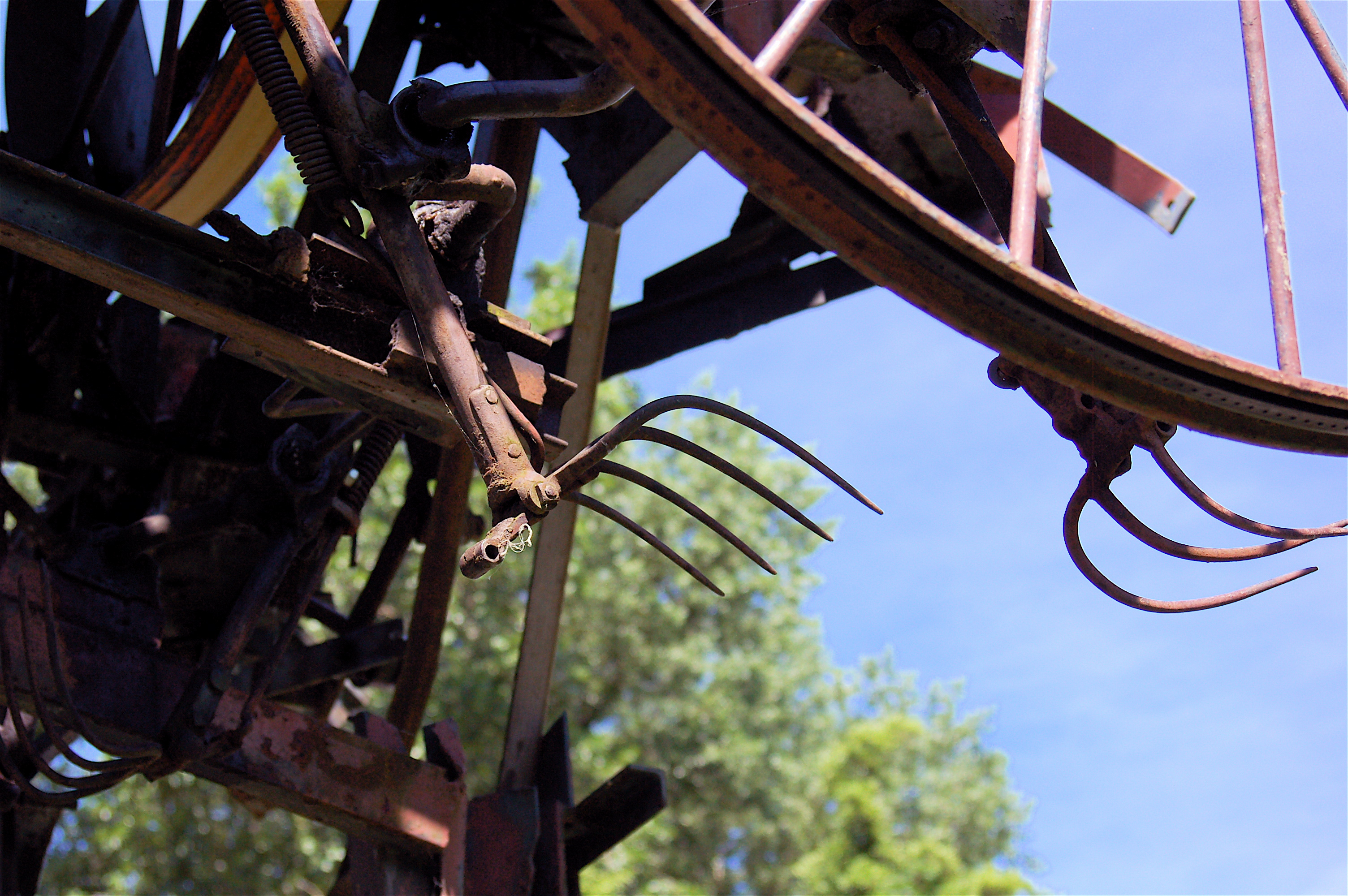